# Іриней (Білик)
Ірине́й І́гор Бі́лик (нар. 2 січня 1950, Княжпіль Старосамбірського району Львівської області) — єпископ-емерит Бучацький (правлячий єпископ Бучацької єпархії у 2000—2007 роках) Української греко-католицької церкви, канонік папської базиліки Санта-Марія-Маджоре, василіянин.

## Життєпис
Народився 2 січня 1950 року в с. Княжпіль Старосамбірського району Львівської області в сім'ї Івана Білика та його дружини Анни з родини Крентів.
1957 р. розпочав навчання у Княжпільській восьмирічній школі. З 1959 р. навчався у середній школі м. Добромиля, куди переїхали батьки на постійно. Вивчав фізику в університетах Львова, Ужгорода та Києва, був двічі відрахований з політичних та релігійних мотивів.
У 1968 році вступив до Василіянського Чину святого Йосафата. Підпільно проходив філософсько-богословський вишкіл. 13 жовтня 1978 року склав довічні чернечі обіти у Василіянському Чині, а 14 жовтня того ж року єпископ Софрон Дмитерко рукоположив його на священника. 15 серпня 1989 року в приватному будинку в передмісті Львова підпільно хіротонізований (головним святителем був єпископ Софрон Дмитерко, а співсвятителями — єпископи Іоанн Семедій та Іван Марґітич) і призначений єпископом-помічником Івано-Франківської єпархії. У 1990—1994 pp. — ректор Івано-Франківського теологічно-катехитичного інституту.
24 травня 1994 року призначений протосинкелом Івано-Франківської єпархії. У 1994—1996 рр. студіював богослов'я в Римі, захистив магістерську працю.
19 листопада 2000 року введений на престол єпарха новоствореної Бучацької єпархії. 28 липня 2007 року призначений каноніком папської базиліки Святої Марії Більшої (Santa Maria Maggiore) у Римі.

## Нагороди
- 9 червня 2015 року за просвітницьку місію між італійцями відзначений Дипломом Почесного Командора і медаллю Єрусалимського Ордена Святого Гробу Господнього[1],
- Лауреат Премії Боніфатія VIII і титул почесного сенатора Академії Боніфаціани (італ. Accademia Bonifaciana) (7 травня 2023)[2][3].